# Aimé Gabriel Adolphe Bourgoin
Pour les articles homonymes, voir Bourgoin.

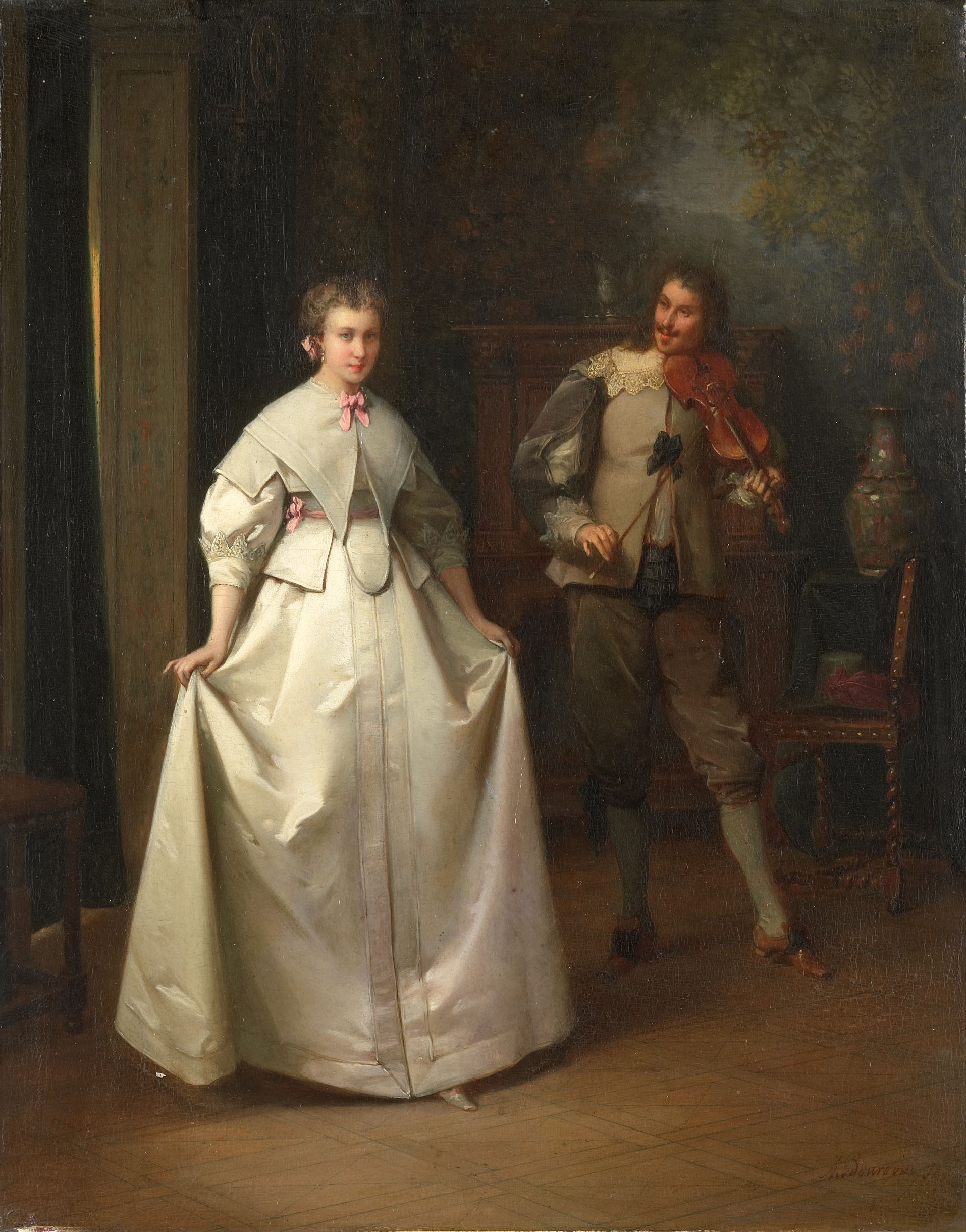
La Danse, huile sur panneau (1870), Rijksmuseum d'Amsterdam

Aimé Gabriel Adolphe Bourgoin, né à Paris le 11 mars 1824 et mort à Cambes le 14 juillet 1874, est un artiste peintre français.

## Biographie
Né à Paris en 1824 selon le Bénézit qui lui consacre un petit article, il est le fils de Pierre Joseph Bourgoin, rentier, et de Marie Anne Adèle Grozier.
À partir du 27 septembre 1843, il fréquente l'École nationale supérieure des Beaux-Arts de Paris.
Il est l'élève de Léon Cogniet, François Bouchot et Paul Delaroche.
Il devient sociétaire des artistes français à partir du Salon de 1845. La vie et l'activité de Bourgoin se situent entre la fin du néo-classicisme et l'aube de l'impressionnisme.

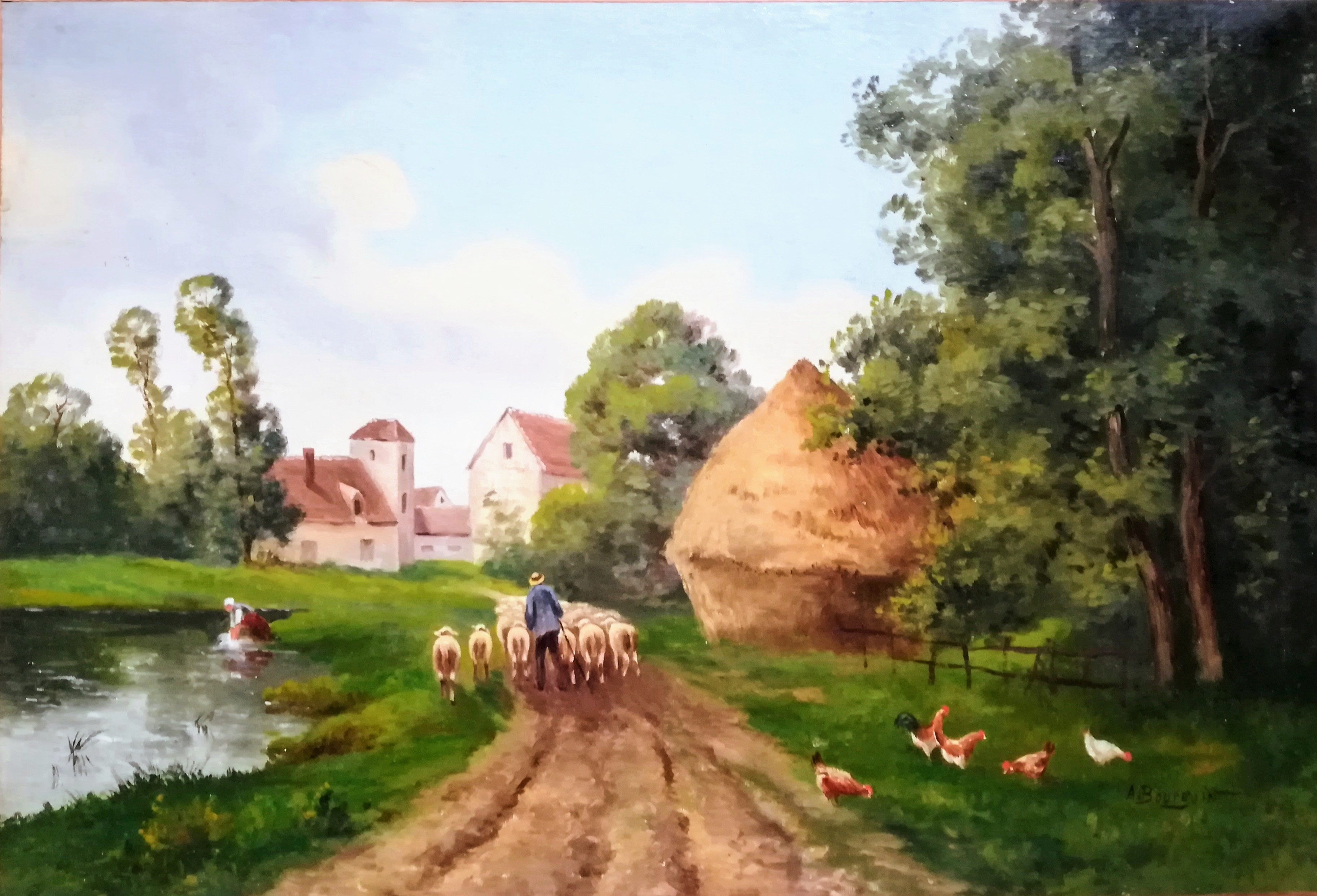
Berger et son troupeau près d'un hameau, huile sur toile, (collection privée)

Son atelier était situé à Montmartre. Lors de sa carrière, il réalise principalement des scènes de genre et des scènes pastorales largement influencées par les peintres issus de l'école de Barbizon, mais il y a aussi certaines de ses peintures représentant des scènes mythologiques, des sujets religieux et quelques portraits.
Il épouse Marie Céline Octavie Guéraud à Paris, l'artiste-peintre Charles Donzel est un des témoins majeurs de l'union célébrée en mai 1874.
Il meurt à Cambes, en Gironde où il demeurait, le 14 juillet 1874, deux mois après son mariage, à l'âge de cinquante ans.

## Œuvres
- La Danse, Rijksmuseum, Amsterdam ;
- Jésus succombant sous le poids de la croix[8], Premiers regrets d’une jeune fille, Le Message, L'Épousée[9] ;
- Manon Lescault et le Chevalier des Grieux (scène allégorique)[8] ;
- La Sainte-Famille[8] ;
- Colline de Margon (attribution possible), huile sur toile, collection privée[8].